# Kortstjärtad smygtimalia
Kortstjärtad smygtimalia (Gypsophila brevicaudata) är en fågel i familjen marktimalior inom ordningen tättingar.

## Utseende
Kortstjärtad smygtimalia är en rätt liten (12–17 cm) och kortstjärtad timalia. Ovansidan är gråbrun med kraftig svartaktig fjällning. På hjässan syns vitaktiga spolstreck. Ansiktet är ljusgrått utan ögonbrynsstreck, med breda gråbruna streck på vita strupen och övre delen av bröstet. Resten av undersidan är roströd.

## Utbredning och systematik
Kortstjärtad smygtimalia förekommer i Sydostasien och delas in i åtta underarter med följande utbredning:
- striata – bergsskogar i södra Assam (söder om Brahmaputra) till sydvästra Myanmar
- venningi – södra Kina (västra Yunnan) till nordöstra Burma
- brevicaudata – norra Thailand, i söder till södra Burma
- stevensi – södra Kina (sydvästra Guangxi) och norra Indokina
- griseigularis – sydöstra Thailand och sydvästra Kambodja
- proxima – centrala Vietnam och södra Laos
- rufiventer – södra Vietnam (Langbian)
- leucosticta – Malackahalvön

Underarten venningi inkluderas ofta i nominatformen.

### Släktestillhörighet
Arten placeras traditionellt i släktet Napothera, men genetiska studier visar att den tillsammans med bergsmygtimalia och variabel karsttimalia står nära tre arter i Malacocincla. Flera taxonomiska auktoriteter har flyttat båda grupperna till släktet Turdinus som antogs vara närbesläktat även om inga av dess arter testats genetiskt. Senare studier har dock visat att de endast är avlägset släkt, varvid kortstjärtad smygtimalia med släktingar förts till Gypsophila.

## Levnadssätt
Kortstjärtad smygitmalia hittas i städsegrön lövskog, ofta nära klippiga partier, Indien på 300–2100 meters höjd, i Malaysia ovan 610 meter och upp till 1830 meter i resten av utbredningsområdet. Den påträffas vanligen i par eller smågrupper och är svårsedd där den födosöker efter insekter och små sniglar i tät vegetation kring klippor och stenar.

### Häckning
Arten häckar från januari till juli. Boet är skål- till kupolformat, av döda löv och fräktenväxter, gräs och smårötter. Det placeras nära marken mellan stenbumlingar, i en stenhög eller i en mossbeklädd jordbank. Däri lägger den tre till fyra ägg.

## Status och hot
Arten har ett stort utbredningsområde, men tros minska i antal, dock inte tillräckligt kraftigt för att den ska betraktas som hotad. Internationella naturvårdsunionen IUCN kategoriserar därför arten som livskraftig (LC).